# Площадный, Алексей Сергеевич
Алексей Сергеевич Площадный (21 апреля 2004 года) — российский футболист, вратарь.

## Биография
Воспитанник академии «Краснодара». В составе юниорской команды «быков» становился чемпионом ЮФЛ-1 (2021/22) и победителем Молодежной футбольной лиги (2022/23).
В январе 2024 года заключил контракт с клубом армянской Премьер-лиге «Ван» (Чаренцаван). Дебютировал за него в элите 3 марта в победном гостевом матче против команды «Арарат-Армения» (2:0).